# Fraktion der Albanischen Republikanischen Partei
Die Fraktion der Albanischen Republikanischen Partei war eine Parlamentsfraktion der albanischen Parlaments. Sie wird von der Demokratischen Partei Albaniens getragen und vereinte das Minimum von sieben Abgeordneten.
Die Fraktion der Albanischen Republikanischen Partei vertrat in der 8. Legislatur des Parlaments nach den Wahlen 2013 4,2 % Prozent Wähleranteil (Wahlen 2013). Ihr gehörten sieben Abgeordnete an, wobei die Republikanische Partei nur über drei Abgeordnete im Parlament verfügte. Die übrigen stammten von der Demokratischen Partei.
Bei den Wahlen 2017 wurden keine Mitglieder der Republikanischen Partei ins Parlament gewählt. In der 9. Legislatur gehören alle sieben Fraktionsmitglieder der Demokratischen Partei an. In Albanien sind Gruppierungen von Parlamentariern auch aufgrund „politischer Orientierung“ möglich.
Die Fraktion wurde von Fatmir Mediu präsidiert.